# Glochidion gigantifolium
Glochidion gigantifolium är en emblikaväxtart som först beskrevs av António José Rodrigo Vidal, och fick sitt nu gällande namn av Johannes Jacobus Smith. Glochidion gigantifolium ingår i släktet Glochidion och familjen emblikaväxter.
Artens utbredningsområde är Filippinerna. Inga underarter finns listade i Catalogue of Life.